# 복 (정위)
복(福, ? ~ ?)은 전한 초기의 관료이다. ‘복’은 이름자로, 성씨는 알 수 없다.

## 행적
경제 중원년(기원전 149년), 정위에 임명되었다.

## 출전
- 반고, 《한서》권19하 백관공경표 下

| 전임 승 | 전한의 정위 기원전 149년 ~ ? | 후임 (대리) 하 |